# Michele Priuli
Michele Priuli (Venezia, 4 maggio 1547 – Venezia, 1º agosto 1603) è stato un vescovo cattolico italiano.
Come vescovo di Vicenza, insieme con il suo predecessore e zio Matteo Priuli, diede inizio all'attuazione della riforma tridentina.

## Biografia
Era figlio di Girolamo Priuli, appartenente ad una ricca e nobile famiglia veneziana che ebbe membri illustri in ogni campo, e di Elisabetta Cappello.
Nell'agosto del 1579 fu eletto, dai canonici della cattedrale di Vicenza, vescovo di questa diocesi, dopo le dimissioni e forse su proposta dello zio Matteo Priuli. Il suo ingresso in città, nell'agosto-settembre dello stesso anno, non fu solenne e sfarzoso come quello del predecessore, forse per suo stesso desiderio. Uomo concreto e meno intransigente dello zio, iniziò il suo ministero con la visita pastorale alle parrocchie della diocesi.
Un tenore di vita pia e austera costituì la nota caratteristica di tutto il suo episcopato, periodo che visse fortemente deciso a continuare l'opera di attuazione della riforma tridentina iniziata dallo zio. A questo scopo indisse vari sinodi diocesani: nel 1583, nel 1587 e due nel 1597; per la sua opera ricevette una valutazione positiva dal cardinale Agostino Valier, venuto a Vicenza nel 1584 per controllare lo stato di attuazione delle disposizioni conciliari.
Michele Priuli cercò di assicurare la sostenibilità del seminario, istituito con il sinodo del 1566, aumentandone convenientemente le rendite, trasformandolo da semplice scuola a convitto per almeno 16 allievi e chiamando a Vicenza come insegnanti i padri della congregazione dei Somaschi di Girolamo Miani. La loro missione sarebbe stata anche quella di elevare il livello culturale del clero, così ignorante da non conoscere i rudimenti della dottrina, le preghiere più comuni e il credo.
La battaglia contro la pluralità dei benefici ecclesiastici indebitamente goduti e per la residenzialità dei beneficiari, vera prova di forza tra il capitolo della cattedrale e il vescovo Matteo Priuli, battaglia che aveva spinto quest'ultimo alle dimissioni, si era in parte smorzata ma non conclusa.
Tenuto conto dei potenti appoggi che i canonici - quasi tutti appartenenti a nobili e ricche famiglie vicentine - godevano presso la Santa Sede, nasce il sospetto che essi abbiano avuto parte nell'improvvisa nomina del vescovo a visitatore apostolico della Dalmazia e alla sua repentina partenza da Vicenza nel dicembre 1602. La fatica cui fu sottoposto durante quella missione ne piegò la fibra già indebolita; ritornato a Venezia vi morì il 1º agosto 1603.